# Lomm
Lomm ist ein Ortsteil der niederländischen Stadt Venlo in der Provinz Limburg. Bis zum 1. Januar 2010 war Lomm ein Dorf der ehemals selbstständigen Gemeinde Arcen en Velden.
Lomm liegt an der Maas etwa 7 km nördlich von Venlo am Rijksstraatweg N 271. Nördlich an den Ort grenzt Arcen, südlich Velden. Die westliche Grenze von Lomm bildet die Maas, die östliche Deutschland. Vom Zentrum des Ortes zur deutschen Grenze sind es etwa 3 km.
1735 lebten in Lomm 28 Familien.
Zu den Sehenswürdigkeiten des Ortes gehören die denkmalgeschützte Pfarrkirche Antonius Abt und das ebenfalls als Denkmal geschützte De Spyker Haus.
An den öffentlichen Personennahverkehr ist Lomm durch die Buslinie 83 angebunden. Am Wittbroekerweg befindet sich die Fähre über die Maas nach Lottum.